# Ali Baba Bunny
Pour les articles homonymes, voir Ali Baba.
Pour plus de détails, voir Fiche technique et Distribution.
Ali Baba Bunny est un court métrage d'animation de la série américaine Merrie Melodies, réalisé par Chuck Jones et sorti le 14 janvier 1956, qui met en scène Bugs Bunny et Daffy Duck.